# South Fork (Wisconsin)
South Fork – miasto w Stanach Zjednoczonych, w stanie Wisconsin, w hrabstwie Rusk.